# Барсучковская МГЭС
Барсучковская МГЭС — малая гидроэлектростанция на Барсучковском сбросном канале, являющемся частью Большого Ставропольского канала, в Кочубеевском районе Ставропольского края, у г. Невинномысска. Для создания напора станция использует сооружения выравнивающего водохранилища Кубанской ГЭС-4. Введена в эксплуатацию в 2020 году, эксплуатируется ПАО «РусГидро».

## Конструкция станции
По конструкции Барсучковская МГЭС представляет собой низконапорную плотинную гидроэлектростанцию с деривационной компоновкой здания ГЭС. Станция размещена левее аварийного водосброса выравнивающего водохранилища Кубанской ГЭС-4. Установленная мощность ГЭС — 5,25 МВт, проектная среднегодовая выработка электроэнергии — 24,7 млн кВт·ч. Сооружения гидроэлектростанции включают в себя:
- подводящий канал длиной 38 м и шириной 16 м, расположенный на правом берегу существующего канала, подводящего воду от выравнивающего водохранилища для водоснабжения Невинномысской ГРЭС;
- трёхпролётный водоприёмник с рыбозащитным сооружением, оборудованный плоскими аварийно-ремонтными затворами и сороудерживающими решётками;
- напорный водовод, объединяющий в единой железобетонной конструкции три турбинных водовода квадратного сечения 2,8×2,8 м
- здание ГЭС;
- отводящий канал длиной 20 м и шириной 16 м, состоящий из железобетонного лотка и рисбермы.

В качестве подпорного сооружения Барсучковская МГЭС использует плотину выравнивающего водохранилища  площадью 1,2 км², полной ёмкостью 3,92 млн м³, полезной ёмкостью 2,0 млн м³, отметкой НПУ 335,8 м, построенного в рамках проекта Кубанской ГЭС-4. Сооружения выравнивающего водохранилища включают в себя:
- земляную плотину длиной 1000 м и максимальной высотой 14 м;
- поверхностный холостой водосброс пропускной способностью 220 м³/с, включающий в себя трёхпролётный водослив, перекрываемый плоскими затвороми, лоток быстротока и водобойный колодец.

В здании ГЭС смонтированы три горизонтальных гидроагрегата с S-образной отсасывающей трубой мощностью по 1,75 МВт. Гидроагрегаты оборудованы поворотно-лопастными турбинами S1/1780-300 с диаметром рабочего колеса 1,78 м, работающими на расчётном напоре 12,66 м. Гидротурбины приводят в действие гидрогенераторы СГ-1750-6,3-300 УХЛ4 . Производитель гидротурбин — венгерская фирма Ganz EEM (входит в концерн Росатом), генераторов — группа «Русэлпром». С генераторов электроэнергия на напряжении 6,3 кВ выдаётся на силовой трансформатор мощностью 6,3 МВА, а с него по линии электропередачи напряжением 35 кВ — на открытое распределительное устройство Кубанской ГЭС-4 и далее в энергосистему.

Сооружения и оборудование Барсучковской МГЭС
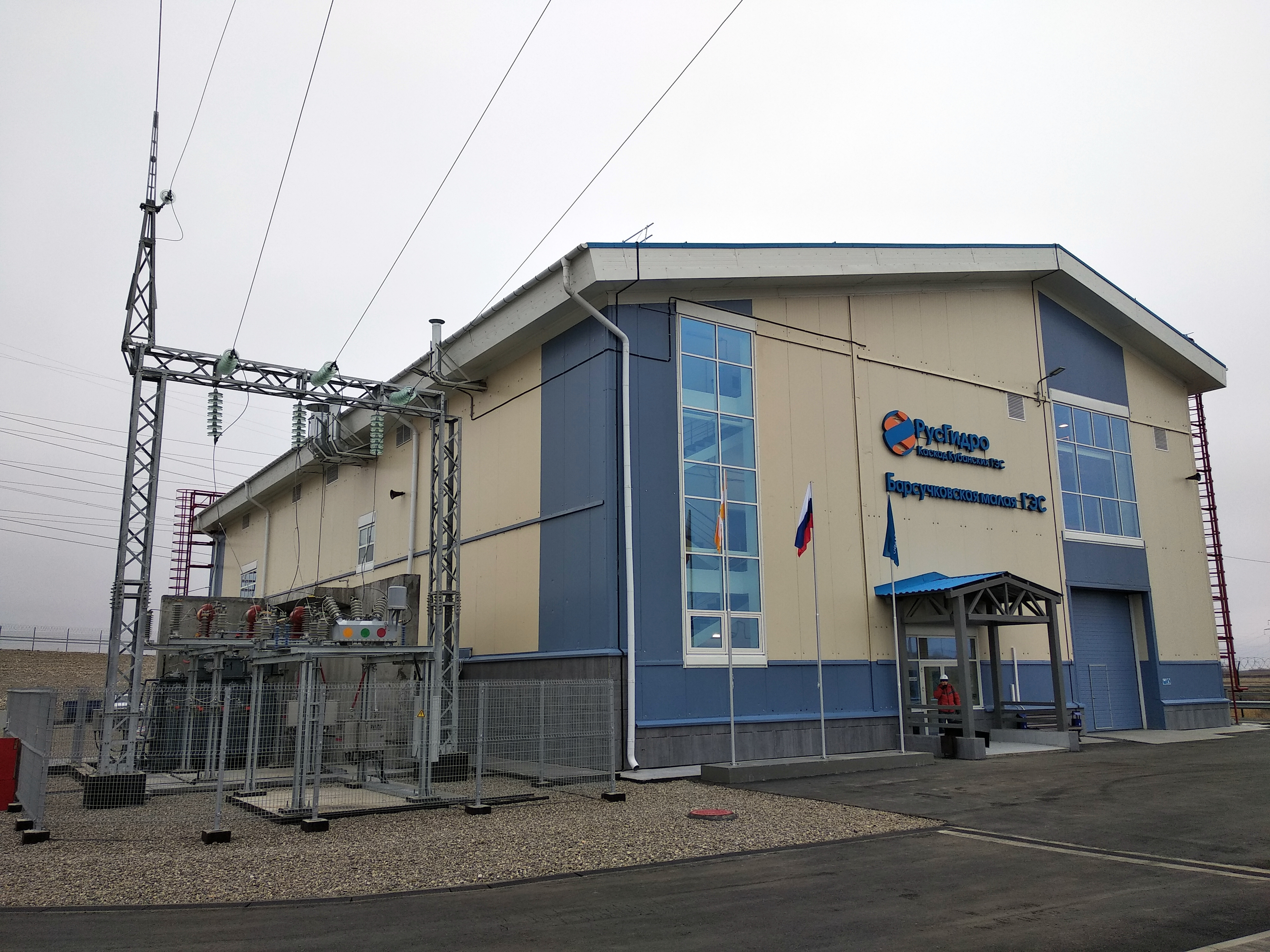
Здание ГЭС
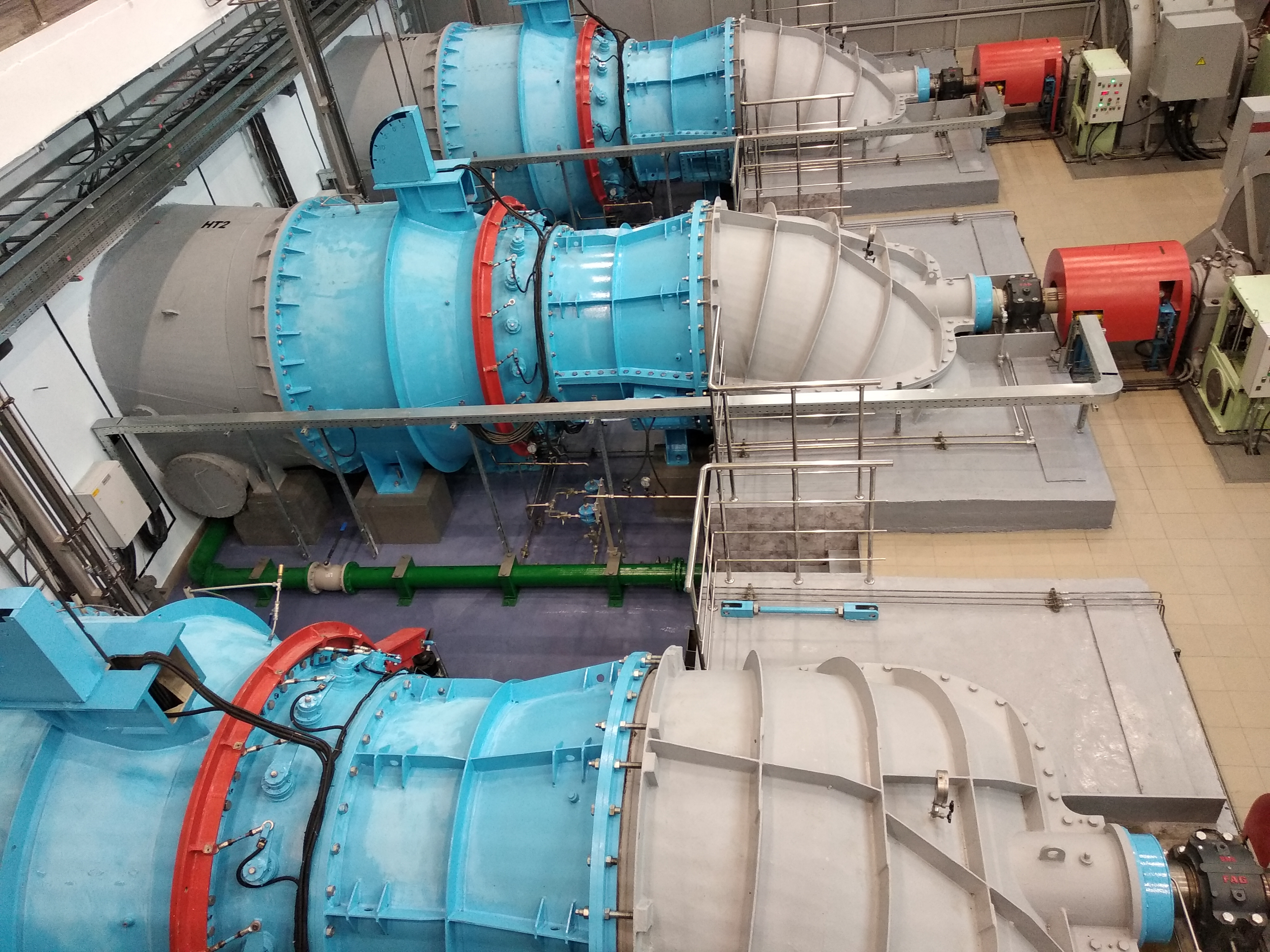
Машинный зал
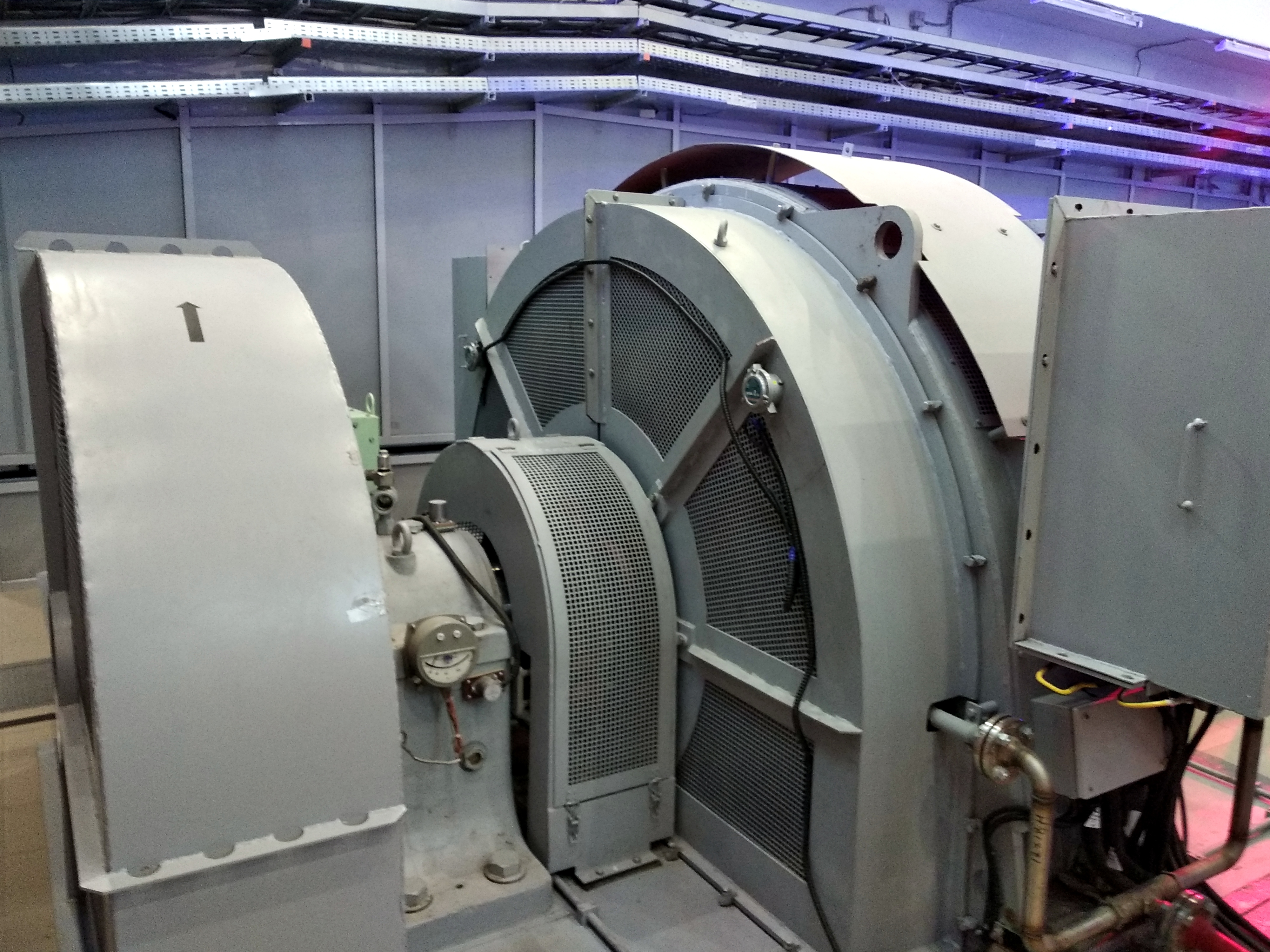
Гидрогенератор
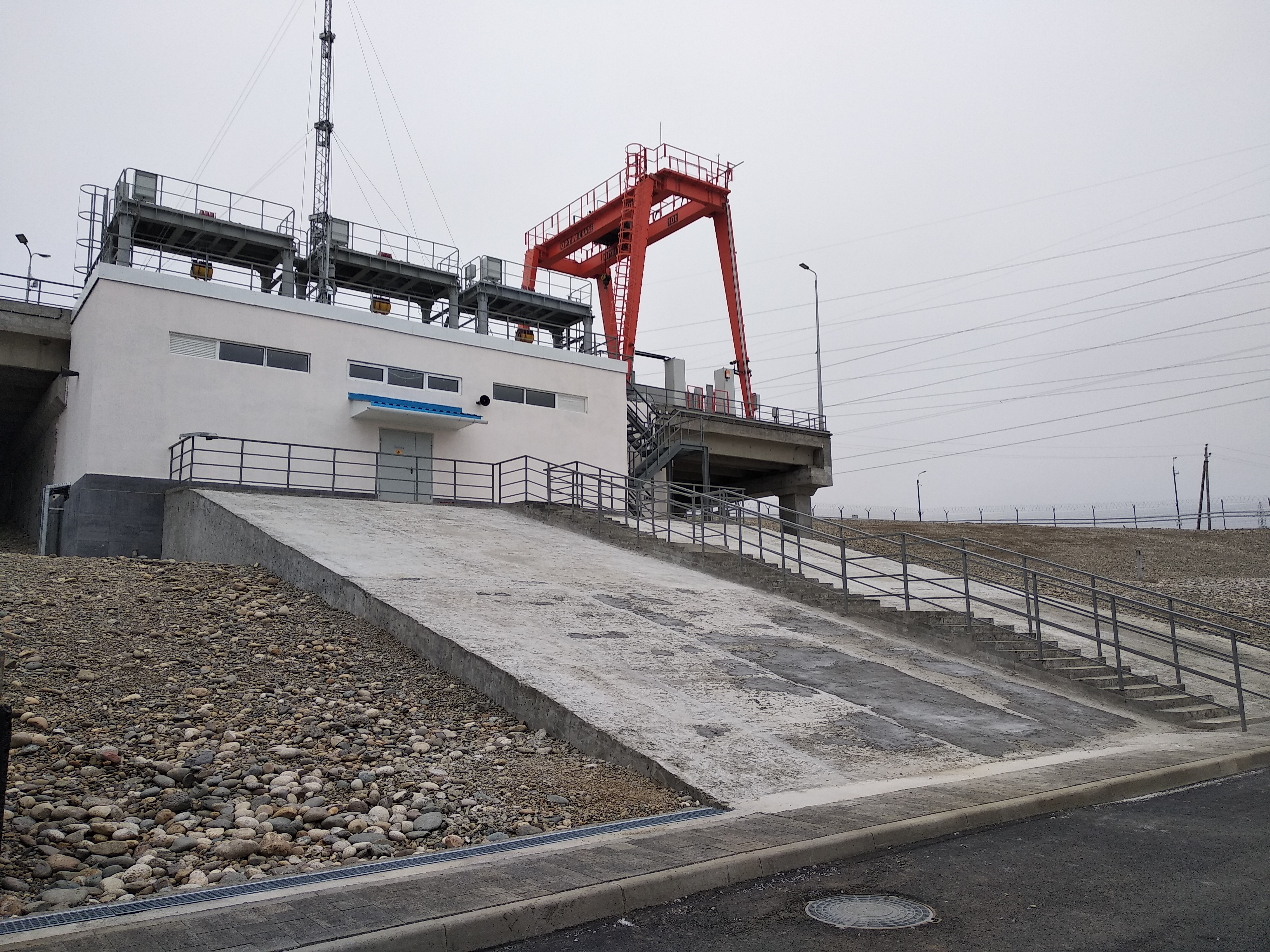
Водоприёмник и водоводы
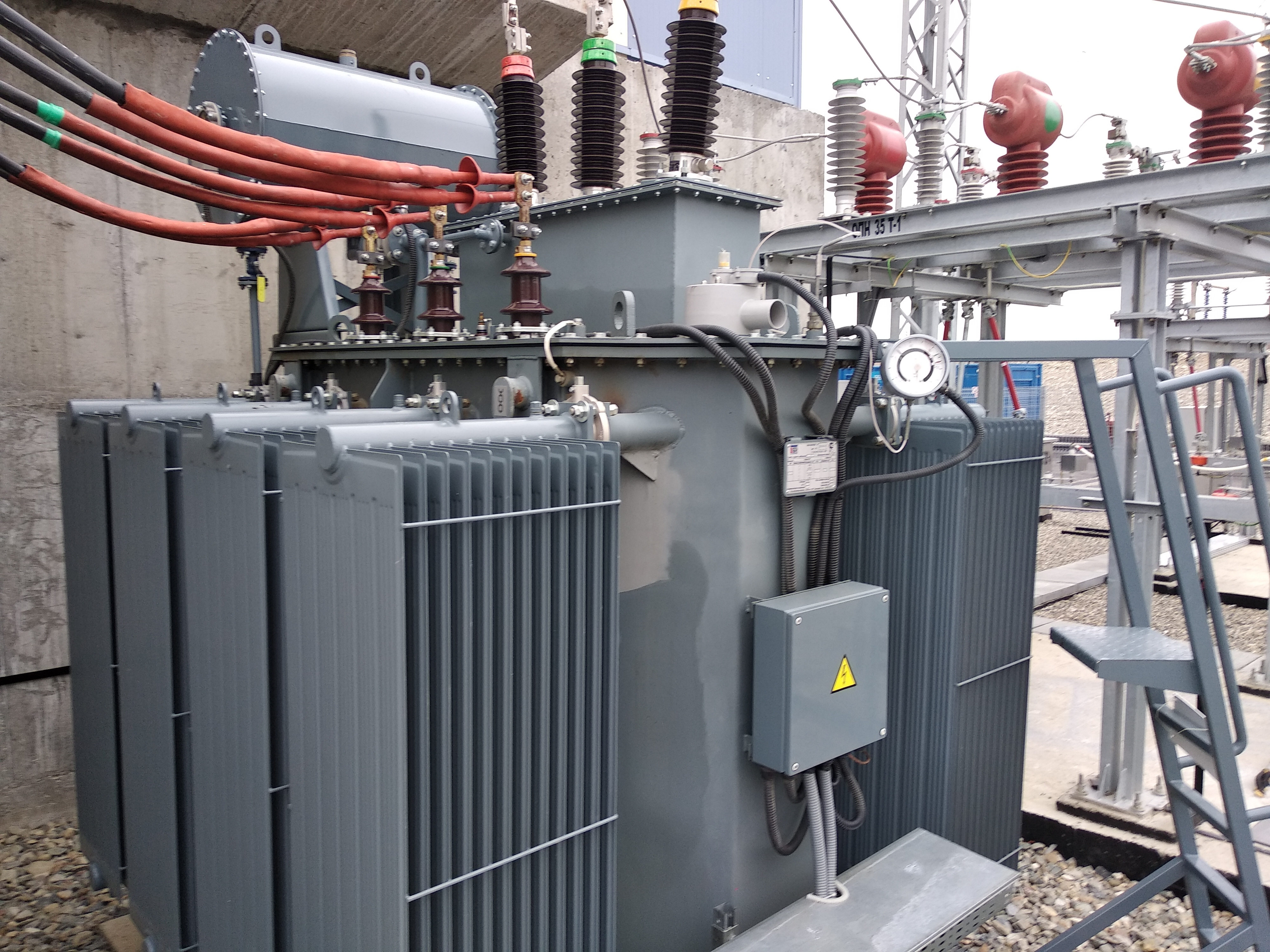
Трансформатор
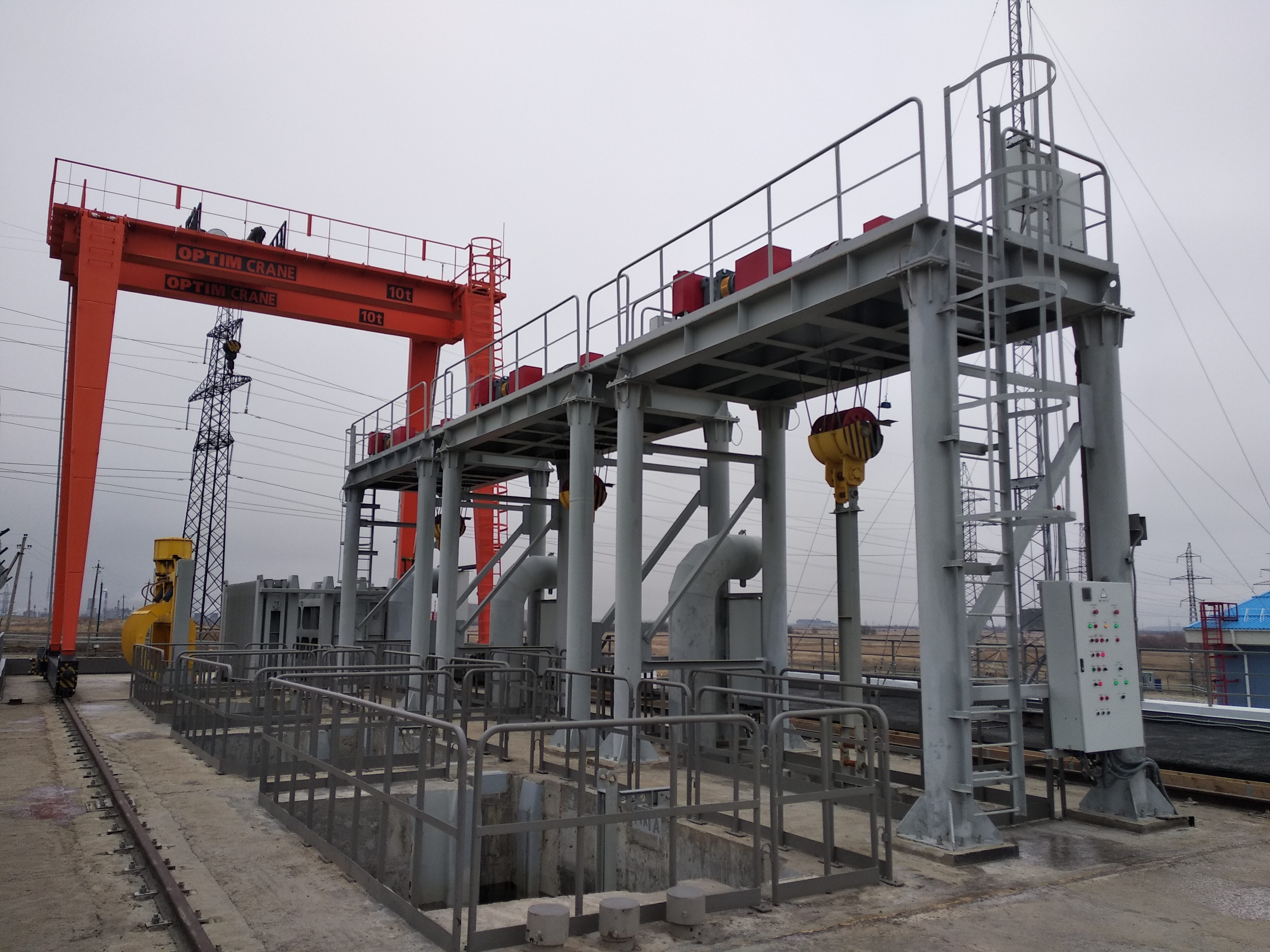
Оборудование водоприёмника
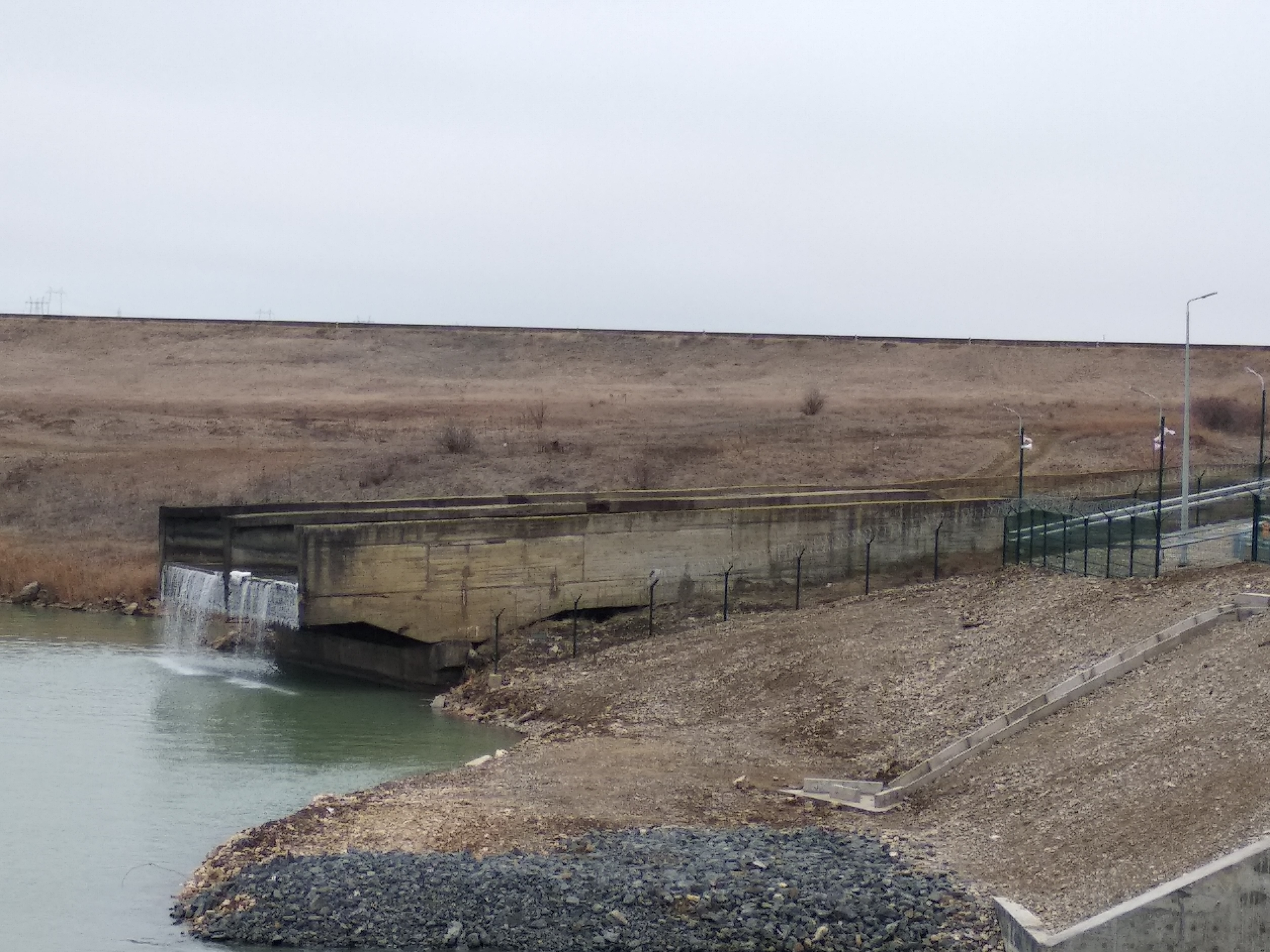
Холостой водосброс выравнивающего водохранилища

## История строительства
В 1962 году организацией «Севкавгидроэнергострой» было начато строительство Кубанской ГЭС-4. В первую очередь возводились бассейн суточного регулирования, холостой водосброс и выравнивающее водохранилище, а основной объём работ по зданию ГЭС выполнялся с 1969 года. Все гидроагрегаты Кубанской ГЭС-4 были пущены в 1970 году. Выравнивающее водохранилище было создано для регулирования неравномерных в течение суток расходов Кубанской ГЭС-4 и обеспечения бесперебойной подачи воды для Невинномысской ГРЭС. При этом значительные объёмы воды пропускаются через водосброс ниже по течению в русло реки Барсучки 2-е. Наличие готового подпорного сооружения создавало возможность сооружения малой ГЭС с целью полезного использования стока, пропускаемого через водосброс.
В 2008 году фонд «Новая энергия» заключил соглашение о сотрудничестве со Ставропольским краем, которое предусматривало в том числе строительство Барсучковской МГЭС мощностью 6 МВт. В 2011 году состоялась символическая церемония закладки Барсучковской МГЭС. В 2014 году проект Барсучковской МГЭС прошёл конкурсный отбор проектов новой генерации, функционирующих на основе возобновляемых источников энергии, что обеспечивало его окупаемость. Проектная документация Барсучковской МГЭС была разработана институтом «Гидропроект» в 2018 году, в том же году было начато строительство станции, в 2020 году начат монтаж гидросилового оборудования. Станция введена в эксплуатацию 30 ноября 2020 года, торжественная церемония пуска состоялась 22 декабря 2020 года.